# Ozero Bozaral
Ozero Bozaral är en saltsjö i Kazakstan. Den ligger i den norra delen av landet, 400 km norr om huvudstaden Astana.